# Смит, Лемуэль
Лемуэль Уоррен Смит (англ. Lemuel Warren Smith; 23 июля 1941, Амстердам, округ Монтгомери, штат Нью-Йорк) — американский серийный убийца, совершивший серию из 5 убийств женщин и 4 нападений, сопряжённых с изнасилованиями с 1958 по 1977 год на территории штата Нью-Йорк. В 1981 году, будучи уже в заключении, Смит убил офицера охраны тюремного учреждения — 31-летнюю Донну Пэйэнт. Убийство офицера охраны вызвало общественный резонанс, после чего в пенитенциарной системе штата были проведены реформы по устранению коррупции, усилению безопасности персонала охраны и разгрузке пенитенциарных учреждений.

## Биография
Лемуэль Смит родился 23 июля 1941 года в городе Амстердам (штат Нью-Йорк). Смит рос и воспитывался в спокойной, социально-благополучной и религиозной обстановке. В течение первых 10 лет жизни Лемуэль получил 3 травмы головы с сотрясением головного мозга, следствием чего стали изменения в его поведении. Начиная с 1953 года, Смит перестал посещать церковь и неоднократно был замечен в сексуальном домогательстве по отношению к девушкам. В период с 1953 по 1957 год Лемуэль получил ещё две травмы головы, после чего у него появились признаки раздвоения личности и он начал демонстрировать деструктивное поведение. В декабре 1957 года он был арестован по обвинению в совершении кражи из магазина.
23 января 1958 года Смит был арестован по обвинению в убийстве Дороти Уотерстрит. Женщина была ограблена и избита до смерти 21 января недалеко от дома, где проживал Смит. На допросе Лемуэль отказался признать себя виновным и хотя ряд косвенных улик указывал на его причастность к совершению преступлению, его были вынуждены отпустить. После этого он покинул Амстердам и переехал в город Скенектади. Летом того же года Смит совершил нападение на 25-летнюю Эдну Джонсон, в ходе которого жестоко её избил. При появлении свидетеля преступления Смит бросился бежать, но вскоре был арестован. Жертва впоследствии выжила. 12 апреля 1959 года Лемуэль Смит был признан виновным и в качестве наказания получил 20 лет лишения свободы.
Получив условно-досрочное освобождение, в мае 1968 года Смит вышел на свободу и вернулся в Амстердам. Через год, в мае 1969 года он похитил и изнасиловал девушку, после чего отпустил её. В тот же день он совершил нападение на 46-летнюю подругу своей матери, в ходе которого также подверг её сексуальному насилию. Несмотря на опасность разоблачения, Смит отпустил жертву, не причинив тяжкого вреда её здоровью, после чего женщина обратилась в полицию, вследствие чего Лемуэль вскоре снова был арестован. В ноябре 1969 года его признали виновным в похищении и изнасиловании и приговорёли к 15 годам лишения свободы. В 1976 году после изменений законоположений и процессуальных норм Смит получил условно-досрочное освобождение и в октябре 1976 года вышел на свободу.

## Серия убийств
Днём 24 ноября 1976 года Лемуэль Смит вошёл в магазин, расположенный в городе Олбани, и напал на хозяина магазина Роберта Хеддермана и сотрудника Маргарет Байрон, нанеся им несколько ударов ножом в грудь, после чего перерезал обеим жертвам горло. В ходе расследования, последовавшего за этими убийствами, было найдено несколько свидетелей преступления, которые заявили, что убийцей был чернокожий мужчина крупного телосложения. 23 декабря того же года Смит совершил нападение на 24-летнюю Джоан Ричберг, в ходе которого подверг девушку сексуальному насилию и избиению, от последствий которого она скончалась. 22 июля 1977 года Лемуэль напал на 30-летнюю Марали Уилсон в центре города Скенектади. Он задушил девушку, после чего провёл над её трупом постмортальные манипуляции, в ходе которых нанес ей несколько укусов, после чего бросил труп возле железнодорожных путей. В ходе расследования нашлись свидетели, которые заявили, что незадолго перед своим исчезновением Уилсон разговаривала с чернокожим мужчиной крупного телосложения.
19 августа 1977 года Смит совершил очередное нападение. Жертвой убийцы стала 18-летняя Марианна Маджио, которая также подверглась избиению и сексуальному насилию. Под угрозой оружия Лемуэль заставил девушку сесть в свой автомобиль и попытался её увезти в район железнодорожных путей, но был остановлен за нарушение правил дорожной полицией и арестован. При аресте он не оказал сопротивления. Смит был доставлен в полицейский участок, где ему предъявили обвинение в нападении, сопряжённом с изнасилованием. В сентябре 1977 года два свидетеля убийств Хеддермана и Байрон также были доставлены в полицейский участок, где в качестве убийцы идентифицировали Лемуэля Смита. В ходе обыска апартаментов подозреваемого было изъято несколько комплектов одежды, на которых были обнаружены женские волосы. В результате криминалистической экспертизы было установлено, что волосы принадлежат Маргарет Байрон, после чего Смиту были предъявлены обвинения в её убийстве и в убийстве Роберта Хеддермана. В ходе расследования смерти Марали Уилсон, у Лемуэля Смита были взяты слепки со следов зубов для проведения судебной трасологической экспертизы, которая впоследствии установила, что именно Смит оставил следы своих зубов на теле убитой девушки, после чего ему были предъявлено обвинение в убийстве Уилсон.
5 марта 1978 года Смит заключил сделку с правосудием и, в обмен за отмену смертного приговора в отношении себя, признал себя виновным в убийстве Хеддермана, Байрон, Уилсон, Ричберг и в убийстве Дороти Уотерстрит, которое он совершил в 1958 году. На основании этого в конце 1978 года он был признан виновным в нападении на Марианну Маджио и получил в качестве наказания пожизненное лишение свободы, после чего был этапирован в город Олбани, где предстал перед судом по обвинению в убийстве Хеддермана и Байрон. В феврале 1979 года он был признан виновным и получил еще один приговор в виде пожизненного лишения свободы с возможностью условно-досрочного освобождения по отбытии 50 лет заключения. Мотивом убийства по словам Смита послужило раздвоение личности. В связи с его приговором, обвинения в убийстве Ричберг и Уилсон были впоследствии сняты.

## Убийство Донны Пэйэнт
После осуждения Смит был этапирован для отбытия наказания в тюрьму «Green Haven State Correctional Facility», где вскоре начал принимать участие в различных реабилитационных программах. Будучи в заключении, у него сложились дружеские отношения с тюремным капелланом, благодаря чему Лемуэль вскоре получил возможность работать в тюрьме на должности его помощника. 15 мая 1981 года Смит с помощью ложного звонка заманил в офис капеллана 31-летнюю Донну Пэйэнт, одну из 50 женщин-охранников, работавших в учреждении, после чего совершил на нее нападение. В ходе нападения Лемуэль задушил женщину и произвел над ее телом постмортальные манипуляции, оставив в том числе на теле следы укусов. Труп жертвы он завернул в мусорные полиэтиленовые пакеты, поместил его в передвижной мусорный контейнер и сбросил тело по мусоропроводу в уличный мусорный контейнер, содержимое которого через несколько часов было вывезено с другими отходами за пределы пенитенциарного учреждения на одну из городских свалок. После исчезновения Донны Пэйэнт было проведено расследование, в результате которого было найдено ее тело и установлена причастность Смита к ее смерти.
Смерть офицера охраны вызвала общественный резонанс. Похороны Пэйэнт, которые состоялись 21 мая 1981 года и широко освещались в СМИ, посетили почти 3000 сотрудников охраны из различных тюремных учреждений штата Нью-Йорк, ряд крупных полицейских чиновников и губернатор штата Хью Кэри. В ходе расследования основной причиной инцидента было объявлено ненадлежащее исполнение обязанностей сотрудников охраны вследствие плохой профессиональной подготовки персонала охраны и высокого уровня коррупции в учреждении «Green Haven State Correctional Facility».
Летом 1981 года Лемуэлю Смиту были предъявлены обвинения в убийстве Донны Пэйэнт. Суд над ним начался в начале 1983 года. Смит свою вину не признал. Тем не менее на основании косвенных доказательствах его причастности к убийству и на основании противоречивых показаний заключенных и сотрудников охраны тюрьмы, где произошло убийство, Лемуэль Смит был признан виновным в убийстве 1-й степени и 11 июня 1983 года был приговорен к смертной казни. Однако после ряда постановлений Апелляционного суда Нью-Йорка, которые подвергли сомнению применение смертной казни в штате Нью-Йорк, 2 июля 1984 года смертный приговор Смиту был отменен. В ходе нового судебного разбирательства Лемуэль Смит получил еще один срок в виде пожизненного лишения свободы.
По состоянию на 2019 год, Лемуэль Смит жив и отбывает свое наказание в тюрьме «Five Points Correctional Facility». Он имеет право подать ходатайство на условно-досрочное освобождение в 2029 году